# فیلم‌شناسی کوین اسپیسی

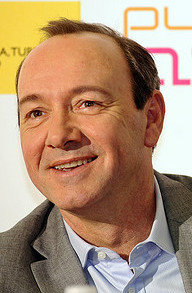
اسپیسی در نوامبر ۲۰۰۹

زندگی حرفه‌ای کوین اسپیسی بیش از چهل سال حضور در سینما، تلویزیون، بازی‌های ویدیویی و تئاتر را دربرگرفته است. او فعالیت سینمایی خود را در اواخر دهه ۱۹۸۰ پس از نقش‌های کوچکی در فیلم‌های دل‌سوختگی (۱۹۸۶) و دختر شاغل (۱۹۸۸) ساخته مایک نیکولز آغاز کرد. در دهه ۹۰ او نقش‌های فرعی در فیلم‌هایی مانند گلن‌گری گلن راس (۱۹۹۲) در مقابل جک لمون و آل پاچینو و فیلم رف در ژانر کمدی سیاه داشت، قبل از اینکه در سال ۱۹۹۵ در فیلم مظنونین همیشگی برای نقش راجر «واربال» کینت انتخاب شود که جایزه اسکار بهترین بازیگر نقش مکمل مرد را برای او به ارمغان آورد. در همان سال او نقش یک قاتل زنجیره‌ای را در فیلم هفت در کنار برد پیت و مورگان فریمن بازی کرد. او در درام جنایی نوآر محرمانه لس آنجلس (۱۹۹۷) در کنار راسل کرو و گای پیرس، نیمه‌شب در باغ خوب و بد از کلینت ایستوود (۱۹۹۷) و زیبایی آمریکایی (۱۹۹۹) بازی کرد که دومین جایزه اسکار خود را این بار برای بهترین بازیگر مرد به دست آورد.
در دهه ۲۰۰۰ او در فیلم‌های به دیگری نیکی کن با هلن هانت (۲۰۰۰)، بازگشت سوپرمن در نقش لکس لوتر (۲۰۰۶) و ۲۱ با جیم استرجس (۲۰۰۸) ظاهر شد که در آخرین نیز تهیه‌کننده آن بود. در سال ۲۰۰۴ او فیلم بیوگرافی موزیکال فراسوی دریا (۲۰۰۴) را نوشت، کارگردانی و بازی کرد. در سال ۲۰۱۱ او با پل بتانی و جرمی آیرونز در فیلم درام مارجین کال همبازی شد. در همان سال او نقش آنتاگونیست دیو هارکن را در کمدی رئیس‌های وحشتناک با جیسون بیتمن ایفا کرد، نقشی که او در سال ۲۰۱۴ در ادامه فیلم رئیس‌های وحشتناک ۲ تکرار کرد. او در سال ۲۰۱۷ در فیلم بیبی راننده با انسل الگورت نقش داک را بازی کرد.
از سال ۲۰۱۳ تا ۲۰۱۷ او نقش فرانسیس «فرانک» آندروود را در سریال خانه پوشالی از نتفلیکس در کنار رابین رایت بازی کرد. اسپیسی همچنین در فیلم تلویزیونی بازشماری (۲۰۰۸) از اچ‌بی‌او بازی کرد و در سال ۲۰۰۶ فیلم برنارد و دوریس را تهیه کرد. او قرار است در فیلم‌های مردی که خدا را ترسیم کرد و پیتر پنج هشت ظاهر شود که در تاریخ‌های نامشخصی منتشر خواهند شد.

## فیلم
| سال  | عنوان                         | نقش                                     | یادداشت                              |
| ---- | ----------------------------- | --------------------------------------- | ------------------------------------ |
| ۱۹۸۶ | دل‌سوختگی                      | دزد مترو                                | حضور کوتاه                           |
| ۱۹۸۸ | موشک جبل طارق                 | دوان هانسون                             |                                      |
| ۱۹۸۸ | دختر شاغل                     | باب اسپک                                |                                      |
| ۱۹۸۹ | شر نبین، شر نشنو              | کِرگو                                    |                                      |
| ۱۹۸۹ | بابا                          | ماریو                                   |                                      |
| ۱۹۹۰ | یک نمایش قدرت                 | فرنک کورتین                             |                                      |
| ۱۹۹۰ | هنری و جون                    | ریچارد آزبورن                           |                                      |
| ۱۹۹۲ | گلن‌گری گلن راس                | جان ویلیامسون                           |                                      |
| ۱۹۹۲ | بزرگسالان راضی                | ادی اوتیس                               |                                      |
| ۱۹۹۴ | عزم راسخ                      | هری کینگزلی                             |                                      |
| ۱۹۹۴ | رف                            | لوید چَسر                                |                                      |
| ۱۹۹۴ | شنا با کوسه‌ها                 | بادی اکِرمن                              | همچنین تهیه‌کننده                     |
| ۱۹۹۵ | مظنونین همیشگی                | راجر "وِربال" کینت                       |                                      |
| ۱۹۹۵ | شیوع                          | کیسی شولر                               |                                      |
| ۱۹۹۵ | هفت                           | جان دو                                  |                                      |
| ۱۹۹۶ | به دنبال ریچارد               | خودش / هنری استافورد، دوک دوم باکینگهام |                                      |
| ۱۹۹۶ | زمانی برای کشتن               | روفوس باکلی                             |                                      |
| ۱۹۹۷ | تمساح آلبینو                  | —                                       | کارگردان                             |
| ۱۹۹۷ | محرمانه لس‌آنجلس               | جک وینسنس                               |                                      |
| ۱۹۹۷ | نیمه‌شب در باغ خوب و بد        | جیم ویلیامز                             |                                      |
| ۱۹۹۸ | مذاکره‌کننده                   | کریس سِیبیِن                              |                                      |
| ۱۹۹۸ | جارو جنجال                    | میکی                                    |                                      |
| ۱۹۹۸ | زندگی یک حشره                 | هاپر                                    | صدا                                  |
| ۱۹۹۹ | زیبایی آمریکایی               | لستر برنهام                             |                                      |
| ۱۹۹۹ | کاهونای بزرگ                  | لری من                                  | همچنین تهیه‌کننده                     |
| ۲۰۰۰ | مجرم نجیب عادی                | مایکل لینچ                              | همچنین تهیه‌کننده                     |
| ۲۰۰۰ | به دیگری نیکی کن              | یوجین سایمونت                           |                                      |
| ۲۰۰۱ | کی-پکس                        | رابرت پورتر                             |                                      |
| ۲۰۰۱ | اخبار کشتیرانی                | کوْایل                                   |                                      |
| ۲۰۰۲ | آستین پاورز: در عضو طلایی     | دکتر ایول                               | حضور کوتاه                           |
| ۲۰۰۳ | ایالات متحده لیلاند           | البرت فیتزجرالد                         | همچنین تهیه‌کننده                     |
| ۲۰۰۳ | زندگی دیوید گیل               | دیوید گِیل                               |                                      |
| ۲۰۰۴ | فراتر از دریا                 | بابی دارین                              | همچنین کارگردان، نویسنده و تهیه‌کننده |
| ۲۰۰۵ | ادیسون                        | لِوون والِس                               | فیلم ویدئویی                         |
| ۲۰۰۶ | بازجویی از لیو و لیسا         | بازپرس                                  | فیلم کوتاه                           |
| ۲۰۰۶ | بازگشت سوپرمن                 | لکس لوتر                                |                                      |
| ۲۰۰۷ | فرد کلاوس                     | کلاید نورثکات                           |                                      |
| ۲۰۰۸ | ۲۱                            | مایکی رزا                               |                                      |
| ۲۰۰۸ | تل استار: داستان جو میک       | ویلفرد بنکس                             |                                      |
| ۲۰۰۹ | روان‌پزشک                      | هنری کارتر                              |                                      |
| ۲۰۰۹ | ماه                           | گرتی                                    | صدا                                  |
| ۲۰۰۹ | مردانی که به بزها خیره می‌شوند | لری هوپر                                |                                      |
| ۲۰۱۰ | پدر اختراع                    | رابرت اکسل                              |                                      |
| ۲۰۱۰ | کازینو جک                     | جک ابراموف                              |                                      |
| ۲۰۱۰ | شبکه اجتماعی                  | —                                       | تهیه‌کننده اجرایی                     |
| ۲۰۱۱ | مارجین کال                    | سم راجرز                                |                                      |
| ۲۰۱۱ | رئیس‌های وحشتناک               | دیوید هارکن                             |                                      |
| ۲۰۱۱ | جدا نشدنی                     | چاک                                     |                                      |
| ۲۰۱۲ | پاکت نامه                     | اوگنی پتروف                             | فیلم کوتاه                           |
| ۲۰۱۲ | روح دندان مصنوعی              | دکتر رابرت میدلینگ                      | فیلم کوتاه                           |
| ۲۰۱۲ | نمایشگر عروسکی                | نمایشگر عروسک                           | فیلم کوتاه                           |
| ۲۰۱۳ | کاپیتان فیلیپس                | —                                       | تهیه‌کننده اجرایی                     |
| ۲۰۱۴ | رئیس‌های وحشتناک ۲             | دیوید هارکن                             |                                      |
| ۲۰۱۶ | الویس و نیکسون                | ریچارد نیکسون                           |                                      |
| ۲۰۱۶ | ۹ جان                         | تام برند                                |                                      |
| ۲۰۱۷ | یاغی دشت                      | ویت برنت                                | دنی استرانگ                          |
| ۲۰۱۷ | بیبی راننده                   | دکتر                                    | ادگار رایت                           |
| ۲۰۱۷ | تمام پول‌های جهان              | جی. پل گتی                              | ریدلی اسکات                          |
| ۲۰۱۸ | باشگاه پسران بیلیونر          | ران لوین                                | جیمز کاکس                            |
| ۲۰۲۲ | مردی که خدا را ترسیم کرد      | کاراگاه پلیس                            | فرانکو نرو                           |
| TBA  | پیتر پنج هشت                  | پیتر                                    | مایکل زایکو هال                      |

| به آثاری اشاره دارد که در حال حاضر منتشر نشده‌اند | به آثاری اشاره دارد که در حال حاضر منتشر نشده‌اند |

## تلویزیون
| سال        | عنوان               | نقش                | یادداشت                            |
| ---------- | ------------------- | ------------------ | ---------------------------------- |
| ۱۹۸۷       | ایکوالایزر          | کارآگاه کل         | قسمت: "انفرادی"                    |
| ۱۹۸۷       | سفر دراز روز در شب  | جیمز تایرون جونیور | فیلم تلویزیونی                     |
| ۱۹۸۷       | داستان جنایی        | سناتور رواک        | قسمت: "سناتور، ستاره فیلم و اوباش" |
| ۱۹۸۸       | قتل مری فگن         | وس برنت            | مینی‌سریال                          |
| ۱۹۸۸       | مرد عاقل            | مل پرافیت          | ۷ قسمت                             |
| ۱۹۸۹       | متهم ناشناخته       | بنتون              | قسمت: "تخته سنگ پاک"               |
| ۱۹۹۰       | وقتی مرا به یادآوری | وید                | فیلم تلویزیونی                     |
| ۱۹۹۰       | زوال شوکت           | جیم بکر            | فیلم تلویزیونی                     |
| ۱۹۹۲       | قانون ال.ای         | جایلز کینن         | قسمت: "حدس بزن چه کسی قاتل است"    |
| ۱۹۹۳       | ترایبکا             | کریس بودن          | ۱ قسمت                             |
| ۱۹۹۴       | اسلحه رستاخیز       | جیم پرایس          | فیلم تلویزیونی                     |
| ۱۹۹۷، ۲۰۰۶ | پخش زنده شنبه شب    | خودش (مجری)        | ۲ قسمت                             |
| ۲۰۰۸       | بازشماری            | ران کلین           | فیلم تلویزیونی                     |
| ۲۰۱۳–۲۰۱۷  | خانه پوشالی         | فرنک آندروود       | همچنین تهیه‌کننده اجرایی            |
| ۲۰۱۴       | گزارش کلبر          | فرنک آندروود       | قسمت: "۱۳۹۴"                       |

## تئاتر[۱]
| سال  | عنوان                    | نقش                 | یادداشت |
| ---- | ------------------------ | ------------------- | ------- |
| ۱۹۸۱ | هنری چهارم قسمت اول      | پیک                 |         |
| ۱۹۸۲ | ارواح                    | اسوالد الوینگ       |         |
| ۱۹۸۲ | بربرها                   | پاول                |         |
| ۱۹۸۲ | تله موش                  |                     |         |
| ۱۹۸۳ | همان‌طور که دوست داری     |                     |         |
| ۱۹۸۳ | انسان گریز               | فیلینت              |         |
| ۱۹۸۴ | جارو جنجال               | میکی                |         |
| ۱۹۸۵ | مرغ دریایی               | کنستانتین           |         |
| ۱۹۸۶ | سیر طولانی روز به سوی شب | جیمز تایرون         |         |
| ۱۹۸۸ | درست پشت پرچم            | برنی                |         |
| ۱۹۸۸ | سرودهای ملی              | بن کوک              |         |
| ۱۹۹۱ | گمشده در یانکرز          | لویی                |         |
| ۱۹۹۳ | زمین بازی                | گیدیون له رو        |         |
| ۱۹۹۷ | مرد یخین می‌آید           | ثیودور "هیکی" هیکمن |         |
| ۲۰۰۵ | سرودهای ملی              | بن کوک              |         |
| ۲۰۰۵ | داستان فیلادلفیا         | دکستر هِیوِن          |         |
| ۲۰۰۵ | ریچارد دوم               | ریچارد دوم          |         |
| ۲۰۰۶ | یک ماه برای ناحق         | جیم تایرون          |         |
| ۲۰۰۸ | سرعت را زیاد کن          | چارلی فاکس          |         |
| ۲۰۰۹ | به ارث می‌برند باد        | هنری درومند         |         |
| ۲۰۱۱ | ریچارد سوم               | ریچارد سوم          |         |
| ۲۰۱۵ | کلارنس دارو              | کلارنس دَرو          |         |

## بازی ویدئویی
| سال  | عنوان                       | نقش           |
| ---- | --------------------------- | ------------- |
| ۲۰۰۶ | بازگشت سوپرمن               | لکس لوتر      |
| ۲۰۱۴ | ندای وظیفه: جنگاوری پیشرفته | جاناتان آیِرنز |